# Радеховский сахарный завод
Радеховский сахарный завод — предприятие пищевой промышленности в селе Павлов Шептицкого района Львовской области.

## История
Сахарный завод перерабатывающей мощностью 6 тыс. тонн сахарной свеклы в сутки (на стадии проектирования имевший название "Пятый Львовский сахарный завод") был построен в соответствии с десятым пятилетним планом развития народного хозяйства СССР в 1974 - 1978 гг. и введён в эксплуатацию 10 декабря 1978 года.
После провозглашения независимости Украины завод перешёл в ведение Государственного комитета пищевой промышленности Украины. В дальнейшем, государственное предприятие было преобразовано в арендное предприятие. В мае 1995 года Кабинет министров Украины утвердил решение о приватизации завода. После этого завод был реорганизован в открытое акционерное общество.
Начавшийся в 2008 году экономический кризис осложнил положение завода, владельцы которого в 2009 году взяли кредит в 3 млн. евро у немецкой компании "Pfeifer&Langen", а в начале июня 2010 года - ещё один кредит (на увеличение перерабатывающих мощностей с 6 тыс. тонн до 7 тыс. тонн свеклы в сутки). 3 июня 2010 года компания "Pfeifer & Langen Inwestycje Sp. z o.o." (польский филиал немецкой компании "Pfeifer&Langen") официально подтвердила намерение о приобретении завода.
В дальнейшем завод перешёл в собственность ООО «Радеховский сахар» (структурного подразделения немецкой компании "Pfeifer&Langen" на территории Украины).
В 2016/2017 маркетинговом году завод произвёл 140,5 тыс. т сахара.
По итогам 2017/2018 маркетингового года завод являлся крупнейшим производителем сахара на территории Украины.

## Современное состояние
Крупнейший сахарный завод на территории Львовской области.
Общая площадь предприятия составляет 159 га, имеются автомобильная дорога и железнодорожные подъездные пути. Перерабатывающие мощности - 8 тыс. тонн свеклы в сутки. Основной продукцией является сахарный песок (который продаётся под торговой маркой "DIAMANT"), вспомогательной - меласса, а также серый свекловичный жом, сухой жом и гранулированный жом.